# Fabius, New York
Fabius, New York (енгл. Fabius) град је у америчкој савезној држави Њујорк.

## Демографија
По попису из 2010. године број становника је 352, што је 3 (-0,8%) становника мање него 2000. године.
| Група             | 2000.       | 2010.       |
| Белци             | 345 (97,2%) | 332 (94,3%) |
| Афроамериканци    | 0 (0,0%)    | 0 (0,0%)    |
| Азијати           | 1 (0,3%)    | 0 (0,0%)    |
| Хиспаноамериканци | 8 (2,3%)    | 14 (4,0%)   |
| Укупно            | 355         | 352         |